# Anasigerpes bifasciata
Anasigerpes bifasciata es una especie de mantis de la familia Hymenopodidae.

## Distribución geográfica
Se encuentra en Angola, República Democrática del Congo, Congo Brazzaville, Nigeria,  Ruwenzori,  Costa de Marfil, Gabón, Ghana y Camerún.